# Benjamin Brain
Benjamin Brain (ur. 1753 w Bristolu, zm. 8 kwietnia 1794 w Londynie) – angielski bokser z okresu walk na gołe pięści.
Karierę bokserską rozpoczął w 1774. Po zwycięstwach nad  Jackiem Cleytonem, Johnem Boone i Williamem Corballym był wiodącym bokserem wagi ciężkiej.
W sierpniu 1789 miał stoczyć pojedynek o tytuł mistrza Anglii z Tomem Johnsonem jednak zachorował i do pojedynku nie doszło. 30 sierpnia 1790 odbyła się walka z Williamem Hooperem. Miała 180 rund, trwała 3 godziny i 30 minut i została przerwana, nierozstrzygnięta, ze względu na zapadające ciemności. Ponowną szansę walki z Johnsonem o tytuł mistrzowski otrzymał 17 stycznia 1791 we Wrotham. Po 18 rundowym, trwającym 21 minut, brutalnym pojedynku wygrał i w wieku 37 lat został mistrzem Anglii wagi ciężkiej. Niedługo potem, z braku odpowiednich konkurentów, ogłosił zakończenie kariery i rezygnację z tytułu mistrzowskiego.
Po trzech latach, kiedy nie został wyłoniony nowy mistrz zgodził się powrócić na ring jako obrońca tytułu i w lutym 1794 stoczyć walkę z Willem Woodem. Złożony chorobą w trakcie przygotowań musiał ją odwołać a dwa miesiące później zmarł pozostając niepokonanym mistrzem.
W roku 1994 został wybrany do International Boxing Hall of Fame.